# Stefania Bonfadelli
Stefania Bonfadelli (Verona, 1967) is een Italiaanse operasopraan.
Zij begon op achtjarige leeftijd een pianostudie en op veertienjarige leeftijd een zangstudie in Verona, en zette later deze studies voort in Parijs en Wenen. Haar operadebuut was met I puritani in 1997 aan de Wiener Staatsoper. Ze geeft ook concerten, vooral aan de Hamburgische Staatsoper, de Bayerische Staatsoper, de Oper Frankfurt, de Opéra de Marseille, het Teatro De La Maestranza in Sevilla, het Concertgebouw en de Nederlandse Opera in Amsterdam, de Wiener Staatsoper, het Michigan Opera Theatre in Detroit, het Royal Opera House Covent Garden in Londen, het Teatro alla Scala in Milaan, het Teatro Regio in Turijn, het Teatro San Carlo in Napels en het Teatro Verdi in Triëst.

## Opnames (DVD)
- Violetta in La traviata, Ahoy, Rotterdam, 2000 (Companions Opera 500493) en Teatro Giuseppe Verdi, Busseto, 2002 (TDK DVUS-OPLTRM)
- Lucia in Lucia di Lammermoor, Teatro Carlo Felice, Genua, 2003 (TDK DV-OPLDIL)
- Nieuwjaarsconcert 2004 in het heropende Teatro La Fenice, Venetië, met Roberto Aronica, Greta Hodgkinson en Roberto Bolle, geleid door Lorin Maazel (TDK DV-NYC4V)